# Stefka Kostadinova
Stefka Georgieva Kostadinova (in bulgaro Стефка Георгиева Костадинова?; Plovdiv, 25 marzo 1965) è una dirigente sportiva ed ex altista bulgara.
Dal 1987 al 2024 ha detenuto il record mondiale di salto in alto, stabilito in occasione dei Campionati del mondo di Roma con la misura di 2,09 m.

## Biografia
Nella sua carriera ha ottenuto numerosi allori internazionali, fra i quali spicca l'oro ai Giochi olimpici di Atlanta 1996. Durante la stagione 1997 ha dovuto fermarsi per un problema al polpaccio della gamba sinistra, che ha richiesto due interventi chirurgici che l'hanno costretta infine al ritiro.
L'11 novembre 2005 è stata eletta presidentessa del Comitato Olimpico Bulgaro, battendo per 42 voti a 38 Svetlana Otsetova.

## Record nazionali

### Seniores
- Salto in alto: 2,09 m (Roma, 30 agosto 1987)
- Salto in alto indoor: 2,06 m (Pireo, 20 febbraio 1988)

## Palmarès
| Anno | Manifestazione  | Sede         | Evento        | Risultato | Prestazione | Note                  |
| ---- | --------------- | ------------ | ------------- | --------- | ----------- | --------------------- |
| 1985 | Mondiali indoor | Parigi       | Salto in alto | Oro       | 1,97 m      |                       |
| 1985 | Europei indoor  | Il Pireo     | Salto in alto | Oro       | 1,97 m      |                       |
| 1986 | Europei         | Stoccarda    | Salto in alto | Oro       | 2,00 m      |                       |
| 1987 | Mondiali indoor | Indianapolis | Salto in alto | Oro       | 2,05 m      | Record dei campionati |
| 1987 | Europei indoor  | Liévin       | Salto in alto | Oro       | 1,97 m      |                       |
| 1987 | Mondiali        | Roma         | Salto in alto | Oro       | 2,09 m      | Record mondiale       |
| 1988 | Europei indoor  | Budapest     | Salto in alto | Oro       | 2,04 m      |                       |
| 1988 | Giochi olimpici | Seul         | Salto in alto | Argento   | 2,01 m      |                       |
| 1989 | Mondiali indoor | Budapest     | Salto in alto | Oro       | 2,02 m      |                       |
| 1991 | Mondiali        | Tokyo        | Salto in alto | 6ª        | 1,93 m      |                       |
| 1992 | Europei indoor  | Genova       | Salto in alto | Argento   | 2,02 m      |                       |
| 1992 | Giochi olimpici | Barcellona   | Salto in alto | 4ª        | 1,94 m      |                       |
| 1993 | Mondiali indoor | Toronto      | Salto in alto | Oro       | 2,02 m      |                       |
| 1993 | Mondiali        | Stoccarda    | Salto in alto | 16ª       | 1,90 m      |                       |
| 1994 | Europei indoor  | Parigi       | Salto in alto | Oro       | 1,98 m      |                       |
| 1995 | Mondiali        | Göteborg     | Salto in alto | Oro       | 2,01 m      |                       |
| 1996 | Giochi olimpici | Atlanta      | Salto in alto | Oro       | 2,05 m      | Record olimpico       |
| 1997 | Mondiali indoor | Parigi       | Salto in alto | Oro       | 2,02 m      |                       |

## Altre competizioni internazionali
1993
- Oro alle IAAF Grand Prix Final ( Londra), salto in alto - 1,98 m

1995
- 4ª alle IAAF Grand Prix Final ( Monaco), salto in alto - 1,93 m